# Альберт Антон (князь Шварцбург-Рудольштадта)
Альберт Антон, князь Шварцбург-Рудольштадта (14 ноября 1641, Рудольштадт — 15 декабря 1710, там же) — правящий граф Шварцбург-Рудольштадта с 1662 года. 

## Биография
Альберт Антон родился 14 ноября 1641 года в Рудольштадте в семье графа Людвига Гюнтера I и его жены Эмилии Ольденбург-Дельменхорстской.
В 1665 году он женился на своей двоюродной сестре, авторе более 600 церковных гимнов, Амалии Юлиане Барби-Мюлингенской. Альберта Антона очень уважал император Иосиф I. В 1705 году его назначили имперским комиссаром с задачей воздать дань уважения Императору в Мюльхаузене и в Госларе. По этому случаю там были отчеканены две памятных монеты.
В 1697 году его повысили до звания имперского князя, а Шварцбург-Рудольштадт стал княжеством, но он отказался от повышения. Основной причиной отказа стала его скромность и благочестие, которые стали более значимыми для него после смерти его сестры Людмилы Елизаветы Шварцбург-Рудольштадтской. Он также старался избегать конфронтаций с герцогами Эрнестинской линии Веттинов, которые оказались против его возвышения.
В 1710 году он всё же согласился на своё повышение, но старался не афишировать его, а также сохранять старый стиль жизни. До конца своих дней, он считался графом Шварцбург-Рудольштадта. Только в 1711 году его сын Людвиг Фридрих I опубликовал документ о повышении отца. С того момента во всех документах он стал числиться как князь Шварцбург-Рудольштадта.
Альберт Антон был поклонником наук. Он любыми путями развивал свою страну, создал ряд благотворительных фондов, которые помогали облегчить доступ к научным знаниям.
Князь Альберт Антон скончался 15 декабря 1710 года в Рудольштадте, титул князя унаследовал его сын Людфиг Фридрих I.